# Fable (computerspel)
Fable is een rollenspel ontwikkeld door Lionhead Studios en Big Blue Box voor de Xbox. Het spel werd uitgegeven door Microsoft Game Studios op 14 september 2004.

## Gameplay
In Fable draait alles om de transformatie van het hoofdpersonage. Deze transformatie is sterk fysiek merkbaar en bepaalt hoe mensen op je aanwezigheid en daden reageren. Het personage verandert in functie van de daden en de beslissingen die je neemt gedurende het spel (goed/slecht). Als je bijvoorbeeld enkele burgers doodt zul je horens krijgen en een rode gloed gaan uitstralen, maar als de speler veel goede daden doet krijgt het personage een gouden aura en trekt vlinders aan. Verder draait het er om, zoals in de meeste rollenspellen, om punten te verzamelen en geld te verdienen, waardoor het personage sterker wordt en betere uitrusting kan kopen. De gameplay is van het simpele hack&slash-genre. Ook de besturing werd heel erg simpel gehouden.

## Verhaal
Als kind ben je getuige van een aanval op je dorp door rovers. De familie van de hoofdrolspeler wordt gedood en zijn oudere zus ontvoerd.
Je wordt opgepikt door Maze, lid van de Heroes Guild. De Heroes Guild is een plaats waar toekomstige helden worden klaargestoomd om later hun heldhaftige opdrachten tot een goed einde te kunnen brengen.
Na enkele jaren in de Guild mag je de wijde wereld in trekken en komt het erop aan om missies aan te nemen die de burgerbevolking en ander gespuis je aanbieden. Als je hierin slaagt word je beloond met goud, status en ervaringspunten (experience points) waarmee je je personage kan versterken. Al snel kom je erachter dat je moeder en zus nog leven en dat ze dringend je hulp nodig hebben. Het blijkt namelijk dat door jouw bloed een magische kracht stroomt. Natuurlijk ben je niet de enige die die graag zou uitbuiten. Je komt dus al snel terecht in een epische strijd om het behoud van de wereld. Afhankelijk van bepaalde keuzes bepaal jij hoe je wereld er komt uit te zien en welke plaats jij daarin hebt. Het spel eindigt met een gevecht tegen de kwaadaardige Jack of Blades.

## Aanvullende informatie
- Er werd ook een uitbreiding op de markt gebracht, namelijk Fable: The Lost Chapters.
- De hele Fable-franchise werd bedacht door Peter Molyneux. Molyneux stond ook in voor Fable: TLC en Fable II.
- Fable en Fable: TLC werd vaak verweten dat ze te veel op kinderen gericht was en weinig serieuze gameplay bood. Volgens gamers is dat in Fable II niet meer het geval.

## Trivia
- Het spel is opgenomen in het boek 1001 Video Games You Must Play Before You Die van Tony Mott.